# Истон, Майкл
Майкл Истон (англ. Michael Easton; род. 15 февраля 1967, Лонг-Бич, Калифорния, США) — американский актёр, поэт и писатель. Наиболее известен по ролям в мыльных операх «Одна жизнь чтобы жить» и «Главный госпиталь».

## Карьера
В 1999 году Майкл Истон, известный тогда по гостевой роли в «Элли МакБил», получил главную роль детектива Дэвида Хьюма в телесериале канала Showtime «Вспомнить всё 2070». В том же году Истон был номинирован на премию «Джемини».
В 2003 Истон играл вампира Калеба в сериале «Порт Чарльз» (спин-офф «Главного госпиталя»), а после его отмены получил роль агента ФБР Джона МакБэйна в мыльной опере «Одна жизнь чтобы жить».
С 2012 по 2013 Майкл Истон снимался в мыльной опере канала ABC «Главный госпиталь» в роли Джона МакБэйна, персонажа из его предыдущего проекта. 13 мая 2013 Истон стал играть роль другого персонажа, врача Сайласа Клэя. 29 июля 2015 года было объявлено, что актёр покинет сериал. Однако 2 февраля 2016 появилась информация о том, что Майкл Истон вернётся в «Главный госпиталь». Первое появление нового персонажа в исполнении Истона было назначено на 18 марта 2016, однако позднее, из-за трансляции по каналу похорон бывшей Первой леди США Нэнси Рейган, дата сместилась на 21 марта. Новым героем Майкла стал доктор Хэмилтон Финн.

## Писательские работы
Во время съёмок в «Одна жизнь чтобы жить» Истон познакомился с писателем Питером Страубом, впоследствии они стали друзьями. Вдвоём они написали графическую новеллу The Green Woman, изданную в 2010 Vertigo Comics с иллюстрациями Джона Болтона.

## Личная жизнь
В 2004 женился на фотомодели Джиневре Арабиа (англ. Ginevra Arabia). У пары двое детей — дочь Лайла Белл (род. 15 апреля 2011) и сын Джек (род. 7 сентября 2013).

## Награды и номинации
| Год  | Награда                 | Категория                                        | Фильм / Сериал                                                         | Результат |
| ---- | ----------------------- | ------------------------------------------------ | ---------------------------------------------------------------------- | --------- |
| 1999 | Премия «Джемини»        | Лучшее исполнение драматической роли             | «Вспомнить всё 2070»                                                   | Номинация |
| 2002 | Дневная премия «Эмми»   | America's Favorite Villain                       | «Порт Чарльз»                                                          | Номинация |
| 2003 | «Дайджест мыльных опер» | Выдающийся молодой актёр в драматическом сериале | «Порт Чарльз»                                                          | Номинация |
| 2005 | «Дайджест мыльных опер» | Любимый любовный треугольник                     | «Одна жизнь чтобы жить» Вместе с Мелиссой Арчер и Рене Элиз Голдсберри | Победа    |

## Фильмография
| Год       |    | Русское название          | Оригинальное название   | Роль                                                                    |
| --------- | -- | ------------------------- | ----------------------- | ----------------------------------------------------------------------- |
| 1990      | ф  | Холодный огонь            | Coldfire                | Джейк Эдвардс                                                           |
| 1991      | ф  | Мертвая зона              | The Killing Zone        | «Суслик»                                                                |
| 1991      | ф  | Искусство умирать         | The Art of Dying        | Бобби                                                                   |
| 1991—1992 | с  | Дни нашей жизни           | Days of Our Lives       | Таннер Скофилд                                                          |
| 1992      | тф | Тень незнакомца           | Shadow of a Stranger    | Шон                                                                     |
| 1994      | с  | Диагноз: убийство         | Diagnosis Murder        | Рик Беннетт                                                             |
| 1995      | тф | Очаровашка                | Dazzle                  | Ник                                                                     |
| 1995—1997 | с  | Виртуальная реальность    | VR.5                    | Дункан                                                                  |
| 1996—1997 | с  | Двое                      | Two                     | Гас МакКлейн, он же Бут Хаббард                                         |
| 1997—1998 | с  |                           | 413 Hope St.            | Ник Кэррингтон                                                          |
| 1998      | с  | Элли МакБил               | Ally McBeal             | Гленн                                                                   |
| 1998      | с  | Практика                  | The Practise            | Гленн                                                                   |
| 1999      | тф | Что мы делали этой ночью  | What We Did That Night  | Чарли                                                                   |
| 1999      | с  | Вспомнить всё 2070        | Total Recall 2070       | Детектив Дэвид Хьюм                                                     |
| 2000      | с  | Бык                       | Bull                    | Тимоти Альтер                                                           |
| 2000      | тф | Семидесятые               | The '70s                | Ник                                                                     |
| 2001      | с  | Охотники за алмазами      | The Diamond Hunters     | Бенедикт Ван дер Бил                                                    |
| 2001      | с  | Улица Сезам               | Sesame Street           | Майло                                                                   |
| 2002      | с  | Мутанты Икс               | Mutant X                | Гэбриэл Эшлок                                                           |
| 2002—2003 | с  | Порт Чарльз               | Port Charles            | Священник Майкл Морли / Калеб                                           |
| 2002—2012 | с  | Одна жизнь чтобы жить     | One Life to Live        | Агент ФБР Джон МакБэйн                                                  |
| 2006      | ф  | Это всего лишь мои друзья | They're Just My Friends | Детектив МакКарти                                                       |
| 2012—2019 | с  | Главный госпиталь         | General Hospital        | Джон МакБэйн, он же Калеб Морли Доктор Сайлас Клэй Доктор Хэмилтон Финн |